# Marc Joannette
Marc Joannette, född 3 november 1968, är en kanadensisk ishockeydomare som är verksam i den nordamerikanska ishockeyligan National Hockey League (NHL) sedan 1999. Under sin domarkarriär i NHL har han dömt 1 413 grundspelsmatcher, 168 slutspelsmatcher (Stanley Cup) och tre Stanley Cup-finaler. Joannette har också varit verksam även internationellt och var en av ishockeydomarna i World Cup 2004 och Olympiska vinterspelen 2010.